# قلعه دربند قاطرچی
بقایای قلعه دربند قاطرچی مربوط به دوره سلجوقیان است و در شهرستان ماهنشان، بخش مرکزی، دهستان ماهنشان، ۳ کیلومتری غرب روستای ساری آغل واقع شده و این اثر در تاریخ ۲۶ اسفند ۱۳۸۷ با شمارهٔ ثبت ۲۵۹۴۱ به‌عنوان یکی از آثار ملی ایران به ثبت رسیده است.